# 阿尔迪诺 (意大利)
阿尔迪诺（義大利語：Aldino），是意大利北部博尔扎诺-上阿迪杰自治省的一个市镇，位于其省会波尔查诺的南方约15公里处。ISTAT代码为021001。

## 地理
于2010年11月30日的人口总计为1,664人，人口密度26.3人/平方公里，总面积63.2平方公里。
阿尔迪诺毗邻以下的市镇：布龙佐洛、卡拉诺、达伊阿诺、新波嫩泰、奥拉、自然公园内特罗代纳和瓦雷纳。

## 社会

### 语言分布
根据2011年的人口普查，有98.07%的居民以德语为第一语言，其余的居民以意大利语和拉登语为第一语言，分别占人口的1.74% 和0.19%。
| 语言     | 1991   | 2001   | 2011   |
| -------- | ------ | ------ | ------ |
| 德语     | 98.84% | 98.38% | 98.07% |
| 意大利语 | 0.97%  | 1.37%  | 1.74%  |
| 拉登语   | 0.19%  | 0.25%  | 0.19%  |